# Xanthorhoe degenerata
Xanthorhoe degenerata là một loài bướm đêm trong họ Geometridae.